# Papà ha la bua/Mettiti la maglia
Papà ha la bua/Mettiti la maglia è il primo 45 giri della cantante italiana Cristina Zavalloni (che apre la trilogia della sua infanzia) e, l'ultimo, del compositore-arrangiatore El Pasador (padre della cantante), pubblicato dalla casa discografica Fontana (catalogo 6025 286)  nel 1981.

## Il disco
Il singolo anticipa l'album di debutto Tip tap, che uscirà l'anno successivo. Entrambi i brani sono scritti da El Pasador (musiche) e Antonio "Contiento" Mazzilli (testi).
Il brano sul lato A, Papà ha la bua, è la sigla di chiusura del programma televisivo Tip tap. I parolieri addizionali sono Romolo Siena e Ferruccio Fantone.
Mettiti la maglia è il brano presente sul lato B del disco.

## Tracce

### Lato A
1. Papà ha la bua (sigla del programma televisivo Tip tap) – 3:20

### Lato B
1. Mettiti la maglia – 3:17

## Staff artistico
- Cristina Zavalloni – voce
- El Pasador – arrangiamenti, voce